# Liste der Beamten der Reichskanzlei zur Zeit der Weimarer Republik
Der folgende Artikel bietet einen Überblick über die wichtigsten Beamten der Reichskanzlei zur Zeit der Weimarer Republik. Der Artikel in zwanzig Abschnitte gegliedert, von denen jeder die personelle Zusammensetzung des das jeweils amtierende Reichskabinett umrahmenden Beamtenapparats der deutschen Regierungszentrale darstellt.
Die Angaben in diesem Artikel folgen den einschlägigen, als „Kabinettsmitglieder und Beamte der Reichskanzlei“ bezeichneten, Überblicksdarstellungen, die am Ende jedes Bandes der vom Bundesarchiv und vom Institut für Zeitgeschichte veröffentlichten Quellenedition der Akten der Reichskanzlei für die in dem jeweiligen Band behandelten Regierungen enthalten sind.

## Kabinett Scheidemann
| Kabinett Scheidemann (13. Februar 1919 bis 20. Juni 1919) | Kabinett Scheidemann (13. Februar 1919 bis 20. Juni 1919)      | Kabinett Scheidemann (13. Februar 1919 bis 20. Juni 1919) |
| --------------------------------------------------------- | -------------------------------------------------------------- | --------------------------------------------------------- |
| Unterstaatssekretär der Reichskanzlei                     | Curt Baake (bis 3. März 1919)                                  |                                                           |
| Unterstaatssekretär der Reichskanzlei                     | Heinrich Albert (seit 3. März 1919)                            |                                                           |
| Ministerialdirektor                                       | Anton Meyer-Gerhard (bis zum 28. Februar 1919, dann unbesetzt) |                                                           |
| Reichspressechef                                          | Ulrich Rauscher                                                |                                                           |
| Stellvertreter des Reichspressechefs:                     | Robert Breuer                                                  |                                                           |
| Referent                                                  | Walter Oehme (bis März 1919)                                   |                                                           |
| Referent                                                  | Arnold Köster (bis 7. Mai 1919)                                |                                                           |
| Referent                                                  | Geheimer Regierungsrat Adolf Schlettwein                       |                                                           |
| Referent                                                  | Regierungsrat Dr. Arnold Brecht                                |                                                           |
| Referent                                                  | Regierungsrat Hans-Jürgen von Bornstedt                        |                                                           |
| Bürodirektor                                              | Geheimer Hofrat Johannes Pinkow (bis zum 19. März 1919)        |                                                           |
| Bürodirektor                                              | Hofrat Rudolf Ostertag (seit 19. März 1919)                    |                                                           |

## Kabinett Bauer
| Kabinett Bauer (21. Juni 1919 bis 27. März 1920) | Kabinett Bauer (21. Juni 1919 bis 27. März 1920) | Kabinett Bauer (21. Juni 1919 bis 27. März 1920) |
| ------------------------------------------------ | ------------------------------------------------ | ------------------------------------------------ |
| Unterstaatssekretär der Reichskanzlei            | Heinrich Albert                                  |                                                  |
| Referent                                         | Geheimer Regierungsrat Dr. Arnold Brecht         |                                                  |
| Referent                                         | Geheimer Regierungsrat Adolf Schlettwein         |                                                  |
| Referent                                         | Geheimer Regierungsrat Karl Wever                |                                                  |
| Referent                                         | Regierungsrat Hans-Jürgen von Bornstedt          |                                                  |
| Referent                                         | Regierungsrat Franz Kempner                      |                                                  |
| Pressechef der Reichsregierung                   | Ministerialdirektor Ulrich Rauscher              |                                                  |
| Bürodirektor                                     | Hofrat Rudolf Ostertag                           |                                                  |

## Kabinett Müller I
| Kabinett Müller I (27. März 1920 bis 21. Juni 1920)                  | Kabinett Müller I (27. März 1920 bis 21. Juni 1920) | Kabinett Müller I (27. März 1920 bis 21. Juni 1920) |
| -------------------------------------------------------------------- | --------------------------------------------------- | --------------------------------------------------- |
| Unterstaatssekretär/Staatssekretär (seit Mai 1920) der Reichskanzlei | Heinrich Albert                                     |                                                     |
| Referent                                                             | Ministerialrat Dr. Arnold Brecht                    |                                                     |
| Referent                                                             | Ministerialrat Karl Wever                           |                                                     |
| Referent                                                             | Ministerialrat Hans-Jürgen von Bornstedt            |                                                     |
| Referent                                                             | Regierungsrat Franz Kempner                         |                                                     |
| Pressechef der Reichsregierung                                       | Ministerialdirektor Ulrich Rauscher                 |                                                     |
| Bürodirektor                                                         | Hofrat Rudolf Ostertag                              |                                                     |

## Kabinett Fehrenbach
| Kabinett Fehrenbach (25. Juni 1920 bis 4. Mai 1921)        | Kabinett Fehrenbach (25. Juni 1920 bis 4. Mai 1921) | Kabinett Fehrenbach (25. Juni 1920 bis 4. Mai 1921) |
| ---------------------------------------------------------- | --------------------------------------------------- | --------------------------------------------------- |
| Staatssekretär der Reichskanzlei                           | Heinrich Albert                                     |                                                     |
| Referent                                                   | Ministerialrat Arnold Brecht                        |                                                     |
| Referent                                                   | Ministerialrat Karl Wever                           |                                                     |
| Referent                                                   | Ministerialrat Hans-Jürgen von Bornstedt            |                                                     |
| Referent                                                   | Ministerialrat Franz Kempner                        |                                                     |
| Ministerialbürodirektor                                    | Hofrat Rudolf Ostertag                              |                                                     |
| Leiter der Vereinigten Presseabteilung der Reichsregierung | Legationsrat/Ministerialdirektor Friedrich Heilbron |                                                     |

## Kabinett Wirth I
| Kabinett Wirth (10. Mai 1921 bis 25. Oktober 1921)                              | Kabinett Wirth (10. Mai 1921 bis 25. Oktober 1921)             | Kabinett Wirth (10. Mai 1921 bis 25. Oktober 1921) |
| ------------------------------------------------------------------------------- | -------------------------------------------------------------- | -------------------------------------------------- |
| Staatssekretär der Reichskanzlei                                                | Heinrich Albert (bis 24. Mai 1921)                             |                                                    |
| Staatssekretär der Reichskanzlei (mit der Wahrnehmung der Geschäfte beauftragt) | Ministerialrat Arnold Brecht (24. Mai 1921 bis 3. August 1921) |                                                    |
| Staatssekretär der Reichskanzlei                                                | Heinrich Hemmer (seit 3. August 1921)                          |                                                    |
| Referent                                                                        | Ministerialrat Arnold Brecht                                   |                                                    |
| Referent                                                                        | Ministerialrat Karl Wever                                      |                                                    |
| Referent                                                                        | Ministerialrat Hans-Jürgen von Bornstedt                       |                                                    |
| Referent                                                                        | Regierungsrat Karl Eugen Offermann (seit 1. Dezember 1921)     |                                                    |
| Ministerialbürodirektor                                                         | Hofrat Rudolf Ostertag                                         |                                                    |
| Leiter der Vereinigten Presseabteilung der Reichsregierung                      | Ministerialdirektor Oscar Müller                               |                                                    |

## Kabinett Wirth II
| Kabinett Wirth II (26. Oktober 1921 bis 14. November 1922) | Kabinett Wirth II (26. Oktober 1921 bis 14. November 1922) | Kabinett Wirth II (26. Oktober 1921 bis 14. November 1922) |
| ---------------------------------------------------------- | ---------------------------------------------------------- | ---------------------------------------------------------- |
| Staatssekretär der Reichskanzlei                           | Heinrich Hemmer                                            |                                                            |
| Referent                                                   | Ministerialrat Arnold Brecht (bis 30. November 1921)       |                                                            |
| Referent                                                   | Ministerialrat Karl Wever                                  |                                                            |
| Referent                                                   | Ministerialrat Hans-Jürgen von Bornstedt                   |                                                            |
| Referent                                                   | Regierungsrat Karl Eugen Offermann                         |                                                            |
| Ministerialbürodirektor                                    | Hofrat Rudolf Ostertag                                     |                                                            |
| Leiter der Vereinigten Presseabteilung der Reichsregierung | Ministerialdirektor Oscar Müller                           |                                                            |

## Kabinett Cuno
| Kabinett Cuno (22. November 1922 bis 12. August 1923) | Kabinett Cuno (22. November 1922 bis 12. August 1923)               | Kabinett Cuno (22. November 1922 bis 12. August 1923) |
| ----------------------------------------------------- | ------------------------------------------------------------------- | ----------------------------------------------------- |
| Staatssekretär der Reichskanzlei                      | Eduard Hamm                                                         |                                                       |
| Pressechef der Reichsregierung                        | Legationsrat Arthur Schmidt-Elskop (bis 16. Januar 1923 beauftragt) |                                                       |
| Pressechef der Reichsregierung                        | Ministerialdirektor Friedrich Heilbron                              |                                                       |
| Abteilungsleiter                                      | Ministerialrat Karl Wever                                           |                                                       |
| Abteilungsleiter                                      | Ministerialrat Hans-Jürgen von Bornstedt                            |                                                       |
| Abteilungsleiter                                      | Ministerialrat Franz Kempner                                        |                                                       |
| Referent                                              | Oberregierungsrat Karl Eugen Offermann                              |                                                       |
| Referent                                              | Regierungsrat Max von Stockhausen                                   |                                                       |
| Referent                                              | Regierungsrat Richard Wienstein (seit 18. April 1923)               |                                                       |
| Referent                                              | Regierungsrat Walter Grävell (seit Juli 1923)                       |                                                       |
| Persönlicher Referent des Reichskanzlers              | Attaché Freiherr von Bibra (seit 3. Januar 1923)                    |                                                       |
| Bürodirektor                                          | Hofrat Rudolf Ostertag                                              |                                                       |

## Kabinett Stresemann I
| Kabinett Stresemann I (3. August 1923 bis 4. Oktober 1923) | Kabinett Stresemann I (3. August 1923 bis 4. Oktober 1923)           | Kabinett Stresemann I (3. August 1923 bis 4. Oktober 1923) |
| ---------------------------------------------------------- | -------------------------------------------------------------------- | ---------------------------------------------------------- |
| Staatssekretär der Reichskanzlei                           | Werner von Rheinbaben                                                |                                                            |
| Stellvertreter des Staatssekretärs                         | Ministerialrat Franz Kempner (seit 28. August 1923)                  |                                                            |
| Referent                                                   | Legationsrat/Ministerialrat Otto Kiep                                |                                                            |
| Referent                                                   | Oberregierungsrat Karl Eugen Offermann                               |                                                            |
| Referent                                                   | Regierungsrat Max von Stockhausen                                    |                                                            |
| Referent                                                   | Regierungsrat Richard Wienstein                                      |                                                            |
| Referent                                                   | Regierungsrat Walter Grävell                                         |                                                            |
| Referent                                                   | Regierungsrat Edwin Pukaß                                            |                                                            |
| Referent                                                   | Regierungsrat Curt Walter                                            |                                                            |
| Referent                                                   | Regierungsrat Otto Westphal                                          |                                                            |
| Ministerialbürodirektor                                    | Hofrat Rudolf Ostertag                                               |                                                            |
| Pressechef der Reichsregierung                             | Ministerialdirektor Arnold Kalle (seit 31. August 1923)              |                                                            |
| Vertreter der Reichsregierung in München:                  | Staatssekretär zur Disposition Gesandter Edgar Haniel von Haimhausen |                                                            |
| Persönlicher Referent des Reichskanzlers                   | Heinrich Ehlers                                                      |                                                            |
| Persönliche Stenotypistin des Reichskanzlers               | Charlotte Dommisch                                                   |                                                            |

## Kabinett Stresemann II
| Kabinett Stresemann II (6. Oktober 1923 bis 30. November 1923) | Kabinett Stresemann II (6. Oktober 1923 bis 30. November 1923) | Kabinett Stresemann II (6. Oktober 1923 bis 30. November 1923) |
| -------------------------------------------------------------- | -------------------------------------------------------------- | -------------------------------------------------------------- |
| Staatssekretär der Reichskanzlei                               | Werner von Rheinbaben (bis 17. Oktober 1923)                   |                                                                |
| Staatssekretär der Reichskanzlei                               | Adolf Kempkes (seit 17. Oktober 1923)                          |                                                                |
| Stellvertreter des Staatssekretärs                             | Ministerialrat Franz Kempner                                   |                                                                |
| Referent                                                       | Legationsrat Otto Kiep                                         |                                                                |
| Referent                                                       | Oberregierungsrat Karl Eugen Offermann                         |                                                                |
| Referent                                                       | Regierungsrat Max von Stockhausen                              |                                                                |
| Referent                                                       | Regierungsrat Richard Wienstein                                |                                                                |
| Referent                                                       | Regierungsrat Walter Grävell                                   |                                                                |
| Referent                                                       | Regierungsrat Edwin Pukaß                                      |                                                                |
| Referent                                                       | Regierungsrat Curt Walter                                      |                                                                |
| Referent                                                       | Regierungsrat Otto Westphal                                    |                                                                |
| Ministerialbürodirektor                                        | Hofrat Rudolf Ostertag                                         |                                                                |
| Pressechef der Reichsregierung                                 | Ministerialdirektor Arnold Kalle (seit 31. August 1923)        |                                                                |
| Vertreter der Reichsregierung in München:                      | Staatssekretär z.D. Edgar Haniel von Haimhausen                |                                                                |
| Persönlicher Referent des Reichskanzlers                       | Heinrich Ehlers                                                |                                                                |
| Persönliche Stenotypistin des Reichskanzlers                   | Charlotte Dommisch                                             |                                                                |

## Kabinett Marx I
| Kabinett Marx I (30. November 1923 bis 26. Mai 1924) | Kabinett Marx I (30. November 1923 bis 26. Mai 1924) | Kabinett Marx I (30. November 1923 bis 26. Mai 1924) |
| ---------------------------------------------------- | ---------------------------------------------------- | ---------------------------------------------------- |
| Staatssekretär der Reichskanzlei                     | Franz Bracht                                         |                                                      |
| Stellvertreter des Staatssekretärs                   | Ministerialdirektor Franz Kempner                    |                                                      |
| Referent                                             | Ministerialrat Otto Kiep                             |                                                      |
| Referent                                             | Ministerialrat Karl Eugen Offermann                  |                                                      |
| Referent                                             | Oberregierungsrat Walter Grävell                     |                                                      |
| Referent                                             | Regierungsrat Richard Wienstein                      |                                                      |
| Referent                                             | Regierungsrat Walter Grävell                         |                                                      |
| Referent                                             | Regierungsrat Edwin Pukaß                            |                                                      |
| Referent                                             | Regierungsrat Curt Walter                            |                                                      |
| Referent                                             | Regierungsrat Otto Westphal                          |                                                      |
| Referent                                             | Rittmeister Erwin Planck                             |                                                      |
| Persönlicher Referent des Reichskanzlers             | Regierungsrat Max von Stockhausen                    |                                                      |
| Bürodirektor                                         | Hofrat Rudolf Ostertag                               |                                                      |
| Pressechef der Reichsregierung                       | Ministerialdirektor Karl Spiecker                    |                                                      |

## Kabinett Marx II
| Kabinett Marx II (27. Mai 1924 bis 15. Januar 1925) | Kabinett Marx II (27. Mai 1924 bis 15. Januar 1925) | Kabinett Marx II (27. Mai 1924 bis 15. Januar 1925) |
| --------------------------------------------------- | --------------------------------------------------- | --------------------------------------------------- |
| Staatssekretär der Reichskanzlei                    | Franz Bracht                                        |                                                     |
| Stellvertreter des Staatssekretärs                  | Ministerialdirektor Franz Kempner                   |                                                     |
| Referent                                            | Ministerialrat Otto Kiep                            |                                                     |
| Referent                                            | Ministerialrat Karl Eugen Offermann                 |                                                     |
| Referent                                            | Oberregierungsrat Walter Grävell                    |                                                     |
| Referent                                            | Regierungsrat Richard Wienstein                     |                                                     |
| Referent                                            | Regierungsrat Walter Grävell                        |                                                     |
| Referent                                            | Regierungsrat Edwin Pukaß                           |                                                     |
| Referent                                            | Regierungsrat Curt Walter                           |                                                     |
| Referent                                            | Regierungsrat Otto Westphal                         |                                                     |
| Referent                                            | Rittmeister Erwin Planck                            |                                                     |
| Persönlicher Referent des Reichskanzlers            | Regierungsrat Max von Stockhausen                   |                                                     |
| Bürodirektor                                        | Hofrat Rudolf Ostertag                              |                                                     |
| Pressechef der Reichsregierung                      | Ministerialdirektor Karl Spiecker                   |                                                     |

## Kabinett Luther I
| Kabinett Luther I (16. Januar 1925 bis 5. Dezember 1925) | Kabinett Luther I (16. Januar 1925 bis 5. Dezember 1925) | Kabinett Luther I (16. Januar 1925 bis 5. Dezember 1925) |
| -------------------------------------------------------- | -------------------------------------------------------- | -------------------------------------------------------- |
| Staatssekretär der Reichskanzlei                         | Franz Kempner                                            |                                                          |
| Vertreter des Staatssekretärs                            | Ministerialdirektor Hermann Pünder                       |                                                          |
| Referent                                                 | Ministerialrat Karl Eugen Offermann                      |                                                          |
| Referent                                                 | Ministerialrat Kurt Wachsmann                            |                                                          |
| Referent                                                 | Oberregierungsrat Walter Grävell                         |                                                          |
| Referent                                                 | Regierungsrat Richard Wienstein                          |                                                          |
| Referent                                                 | Regierungsrat Edwin Pukaß                                |                                                          |
| Referent                                                 | Regierungsrat Curt Walter                                |                                                          |
| Referent                                                 | Regierungsrat Otto Westphal                              |                                                          |
| Referent                                                 | Rittmeister Erwin Planck                                 |                                                          |
| Persönlicher Referent des Reichskanzlers                 | Oberregierungsrat Max von Stockhausen                    |                                                          |
| Bürodirektor                                             | Hofrat Rudolf Ostertag                                   |                                                          |
| Pressechef der Reichsregierung                           | Ministerialdirektor Otto Kiep                            |                                                          |

## Kabinett Luther II
| Kabinett Luther II (20. Januar 1926 bis 18. Mai 1926) | Kabinett Luther II (20. Januar 1926 bis 18. Mai 1926) | Kabinett Luther II (20. Januar 1926 bis 18. Mai 1926) |
| ----------------------------------------------------- | ----------------------------------------------------- | ----------------------------------------------------- |
| Staatssekretär der Reichskanzlei                      | Franz Kempner                                         |                                                       |
| Vertreter des Staatssekretärs                         | Ministerialdirektor Hermann Pünder                    |                                                       |
| Referent                                              | Ministerialrat Karl Eugen Offermann                   |                                                       |
| Referent                                              | Ministerialrat Kurt Wachsmann                         |                                                       |
| Referent                                              | Oberregierungsrat Walter Grävell                      |                                                       |
| Referent                                              | Regierungsrat Richard Wienstein                       |                                                       |
| Referent                                              | Regierungsrat Edwin Pukaß                             |                                                       |
| Referent                                              | Regierungsrat Curt Walter                             |                                                       |
| Referent                                              | Regierungsrat Otto Westphal                           |                                                       |
| Referent                                              | Rittmeister Erwin Planck                              |                                                       |
| Persönlicher Referent des Reichskanzlers              | Oberregierungsrat Max von Stockhausen                 |                                                       |
| Bürodirektor                                          | Hofrat Rudolf Ostertag                                |                                                       |
| Pressechef der Reichsregierung                        | Ministerialdirektor Otto Kiep                         |                                                       |

## Kabinett Marx III
| Kabinett Marx III (18. Mai 1926 bis 1. Februar 1927) | Kabinett Marx III (18. Mai 1926 bis 1. Februar 1927)          | Kabinett Marx III (18. Mai 1926 bis 1. Februar 1927) |
| ---------------------------------------------------- | ------------------------------------------------------------- | ---------------------------------------------------- |
| Staatssekretär der Reichskanzlei                     | Franz Kempner (bis 20. Juli 1926)                             |                                                      |
| Staatssekretär der Reichskanzlei                     | Hermann Pünder (seit 20. Juli 1926)                           |                                                      |
| Stellvertreter des Staatssekretärs                   | Ministerialdirektor Hermann Pünder (bis 20. Juli 1926)        |                                                      |
| Stellvertreter des Staatssekretärs                   | Ministerialdirektor Karl Eugen Offermann (seit 20. Juli 1926) |                                                      |
| Referent                                             | Ministerialrat Karl Eugen Offermann (bis 27. Juli 1926)       |                                                      |
| Referent                                             | Ministerialrat Kurt Wachsmann (bis Oktober 1926)              |                                                      |
| Referent                                             | Ministerialrat Heinrich Vogels (seit Oktober 1926)            |                                                      |
| Referent                                             | Ministerialrat Othmar Feßler (seit Oktober 1926)              |                                                      |
| Referent                                             | Oberregierungsrat Walter Grävell (bis 1. Juli 1926)           |                                                      |
| Referent                                             | Oberregierungsrat Richard Wienstein                           |                                                      |
| Referent                                             | Oberregierungsrat Max von Stockhausen                         |                                                      |
| Referent                                             | Regierungsrat/Oberregierungsrat Otto Westphal                 |                                                      |
| Referent                                             | Regierungsrat/Oberregierungsrat Curt Walter                   |                                                      |
| Referent                                             | Regierungsrat/Oberregierungsrat Edwin Pukaß                   |                                                      |
| Referent                                             | Regierungsrat Erwin Planck                                    |                                                      |
| Ministerialbürodirektor                              | Hofrat Rudolf Ostertag                                        |                                                      |
| Pressechef der Reichsregierung                       | Ministerialdirektor Otto Kiep (bis 4. November 1926)          |                                                      |
| Pressechef der Reichsregierung                       | Ministerialdirektor Walter Zechlin (seit 4. November 1926)    |                                                      |

## Kabinett Marx IV
| Kabinett Marx IV (1. Februar 1927 bis 12. Juni 1928) | Kabinett Marx IV (1. Februar 1927 bis 12. Juni 1928)            | Kabinett Marx IV (1. Februar 1927 bis 12. Juni 1928) |
| ---------------------------------------------------- | --------------------------------------------------------------- | ---------------------------------------------------- |
| Staatssekretär der Reichskanzlei                     | Hermann Pünder                                                  |                                                      |
| Stellvertreter des Staatssekretärs                   | Ministerialdirektor Karl Eugen Offermann (bis 2. Juni 1927)     |                                                      |
| Stellvertreter des Staatssekretärs                   | Ministerialdirektor Viktor von Hagenow (seit 2. Juni 1927)      |                                                      |
| Referent                                             | Ministerialrat Heinrich Vogels                                  |                                                      |
| Referent                                             | Ministerialrat Othmar Feßler                                    |                                                      |
| Referent                                             | Oberregierungsrat Richard Wienstein                             |                                                      |
| Referent                                             | Oberregierungsrat Max von Stockhausen (bis 31. August 1927)     |                                                      |
| Referent                                             | Regierungsrat/Oberregierungsrat (1. Oktober 1927) Otto Westphal |                                                      |
| Referent                                             | Regierungsrat/Oberregierungsrat (1. Oktober 1927) Curt Walter   |                                                      |
| Referent                                             | Regierungsrat/Oberregierungsrat Edwin Pukaß                     |                                                      |
| Referent                                             | Regierungsrat Erwin Planck                                      |                                                      |
| Ministerialbürodirektor                              | Hofrat Rudolf Ostertag                                          |                                                      |
| Pressechef der Reichsregierung                       | Ministerialdirektor Walter Zechlin                              |                                                      |

## Kabinett Müller II
| Kabinett Müller II (1928 bis 1930)        | Kabinett Müller II (1928 bis 1930)                  | Kabinett Müller II (1928 bis 1930) |
| ----------------------------------------- | --------------------------------------------------- | ---------------------------------- |
| Staatssekretär der Reichskanzlei          | Hermann Pünder                                      |                                    |
| Stellvertreter des Staatssekretärs        | Ministerialdirektor Karl Eugen Offermann            |                                    |
| Stellvertreter des Staatssekretärs        | Ministerialdirektor Viktor von Hagenow              |                                    |
| Referent                                  | Ministerialrat Heinrich Vogels                      |                                    |
| Referent                                  | Ministerialrat Othmar Feßler                        |                                    |
| Referent                                  | Ministerialrat Richard Wienstein                    |                                    |
| Referent                                  | Oberregierungsrat Edwin Pukaß                       |                                    |
| Referent                                  | Oberregierungsrat Otto Westphal                     |                                    |
| Referent                                  | Oberregierungsrat Curt Walter                       |                                    |
| Referent                                  | Regierungsrat/Oberregierungsrat (1929) Erwin Planck |                                    |
| Ministerialbürodirektor                   | Hofrat Rudolf Ostertag                              |                                    |
| Persönliche Sekretärin des Reichskanzlers | Felicita Fuß                                        |                                    |
| Pressechef der Reichsregierung            | Ministerialdirektor Walter Zechlin                  |                                    |
| Vertreter der Reichsregierung München     | Edgar Haniel von Haimhausen                         |                                    |

## Kabinett Brüning I
| Kabinett Brüning I (31. März 1930 bis 9. Oktober 1931)  | Kabinett Brüning I (31. März 1930 bis 9. Oktober 1931) | Kabinett Brüning I (31. März 1930 bis 9. Oktober 1931) |
| ------------------------------------------------------- | ------------------------------------------------------ | ------------------------------------------------------ |
| Staatssekretär der Reichskanzlei                        | Werner Pünder                                          |                                                        |
| Gemeinsamer Dienst bei Reichskanzler und Staatssekretär | Ministerialdirektor Edwin Pukaß                        |                                                        |
| Referent                                                | Ministerialdirektor Viktor von Hagenow                 |                                                        |
| Referent                                                | Ministerialrat Othmar Feßler                           |                                                        |
| Referent                                                | Ministerialrat Heinrich Vogels                         |                                                        |
| Referent                                                | Ministerialrat Richard Wienstein                       |                                                        |
| Referent                                                | Oberregierungsrat Edwin Pukaß                          |                                                        |
| Referent                                                | Oberregierungsrat Curt Walter                          |                                                        |
| Referent                                                | Oberregierungsrat Otto Westphal                        |                                                        |
| Referent                                                | Oberregierungsrat Erwin Planck                         |                                                        |
| Referent                                                | Regierungsrat Joseph Krebs (seit 1. April 1931)        |                                                        |
| Bürodirektor der Reichskanzlei                          | Rudolf Ostertag                                        |                                                        |
| Pressechef der Reichsregierung                          | Ministerialdirektor Walter Zechlin                     |                                                        |

## Kabinett Brüning II
| Kabinett Brüning II (10. Oktober 1931 bis zum 1. Juni 1932) | Kabinett Brüning II (10. Oktober 1931 bis zum 1. Juni 1932) | Kabinett Brüning II (10. Oktober 1931 bis zum 1. Juni 1932) |
| ----------------------------------------------------------- | ----------------------------------------------------------- | ----------------------------------------------------------- |
| Staatssekretär der Reichskanzlei                            | Werner Pünder                                               |                                                             |
| Gemeinsamer Dienst bei Reichskanzler und Staatssekretär     | Ministerialdirektor Edwin Pukaß                             |                                                             |
| Referent                                                    | Ministerialdirektor Viktor von Hagenow                      |                                                             |
| Referent                                                    | Ministerialrat Othmar Feßler                                |                                                             |
| Referent                                                    | Ministerialrat Heinrich Vogels                              |                                                             |
| Referent                                                    | Ministerialrat Richard Wienstein                            |                                                             |
| Referent                                                    | Oberregierungsrat Edwin Pukaß                               |                                                             |
| Referent                                                    | Oberregierungsrat Curt Walter                               |                                                             |
| Referent                                                    | Oberregierungsrat Otto Westphal                             |                                                             |
| Referent                                                    | Oberregierungsrat Erwin Planck                              |                                                             |
| Referent                                                    | Regierungsrat Joseph Krebs                                  |                                                             |
| Bürodirektor der Reichskanzlei                              | Rudolf Ostertag                                             |                                                             |
| Pressechef der Reichsregierung                              | Ministerialdirektor Walter Zechlin                          |                                                             |

## Kabinett Papen
| Kabinett Papen (1. Juni 1932 bis 3. Dezember 1932)      | Kabinett Papen (1. Juni 1932 bis 3. Dezember 1932)                                                | Kabinett Papen (1. Juni 1932 bis 3. Dezember 1932) |
| ------------------------------------------------------- | ------------------------------------------------------------------------------------------------- | -------------------------------------------------- |
| Staatssekretär der Reichskanzlei                        | Erwin Planck                                                                                      |                                                    |
| Gemeinsamer Dienst bei Reichskanzler und Staatssekretär | Ministerialdirektor Edwin Pukaß                                                                   |                                                    |
| Referent                                                | Ministerialdirektor Viktor von Hagenow (zum 1. Juli 1932 in den einstweiligen Ruhestand versetzt) |                                                    |
| Referent                                                | Ministerialrat Othmar Feßler                                                                      |                                                    |
| Referent                                                | Ministerialrat Heinrich Vogels                                                                    |                                                    |
| Referent                                                | Ministerialrat Richard Wienstein                                                                  |                                                    |
| Referent                                                | Ministerialrat Edwin Pukaß                                                                        |                                                    |
| Referent                                                | Oberregierungsrat Hans Thomsen                                                                    |                                                    |
| Referent                                                | Oberregierungsrat Curt Walter                                                                     |                                                    |
| Referent                                                | Oberregierungsrat Otto Westphal                                                                   |                                                    |
| Referent                                                | Oberregierungsrat Joseph Krebs                                                                    |                                                    |
| Ministerialbürodirektor                                 | Rudolf Ostertag                                                                                   |                                                    |
| Pressechef der Reichsregierung                          | Ministerialdirektor Heinrich Ritter von Kaufmann-Asser (bis 17. August 1932)                      |                                                    |
| Pressechef der Reichsregierung                          | seit 17. August 1932: Ministerialdirektor Erich Marcks                                            |                                                    |

## Kabinett Schleicher
| Kabinett Schleicher (3. Dezember 1932 bis 30. Januar 1933) | Kabinett Schleicher (3. Dezember 1932 bis 30. Januar 1933) | Kabinett Schleicher (3. Dezember 1932 bis 30. Januar 1933) |
| ---------------------------------------------------------- | ---------------------------------------------------------- | ---------------------------------------------------------- |
| Staatssekretär der Reichskanzlei                           | Erwin Planck                                               |                                                            |
| Gemeinsamer Dienst bei Reichskanzler und Staatssekretär    | Ministerialdirektor Edwin Pukaß                            |                                                            |
| Referent                                                   | Ministerialrat Othmar Feßler                               |                                                            |
| Referent                                                   | Ministerialrat Heinrich Vogels                             |                                                            |
| Referent                                                   | Ministerialrat Richard Wienstein                           |                                                            |
| Referent                                                   | Ministerialrat Edwin Pukaß                                 |                                                            |
| Referent                                                   | Oberregierungsrat Curt Walter                              |                                                            |
| Referent                                                   | Oberregierungsrat Otto Westphal                            |                                                            |
| Referent                                                   | Oberregierungsrat Hans Thomsen                             |                                                            |
| Ministerialbürodirektor                                    | Hofrat Rudolf Ostertag                                     |                                                            |
| Pressechef der Reichsregierung                             | Ministerialdirektor Erich Marcks                           |                                                            |